# Chrysapace

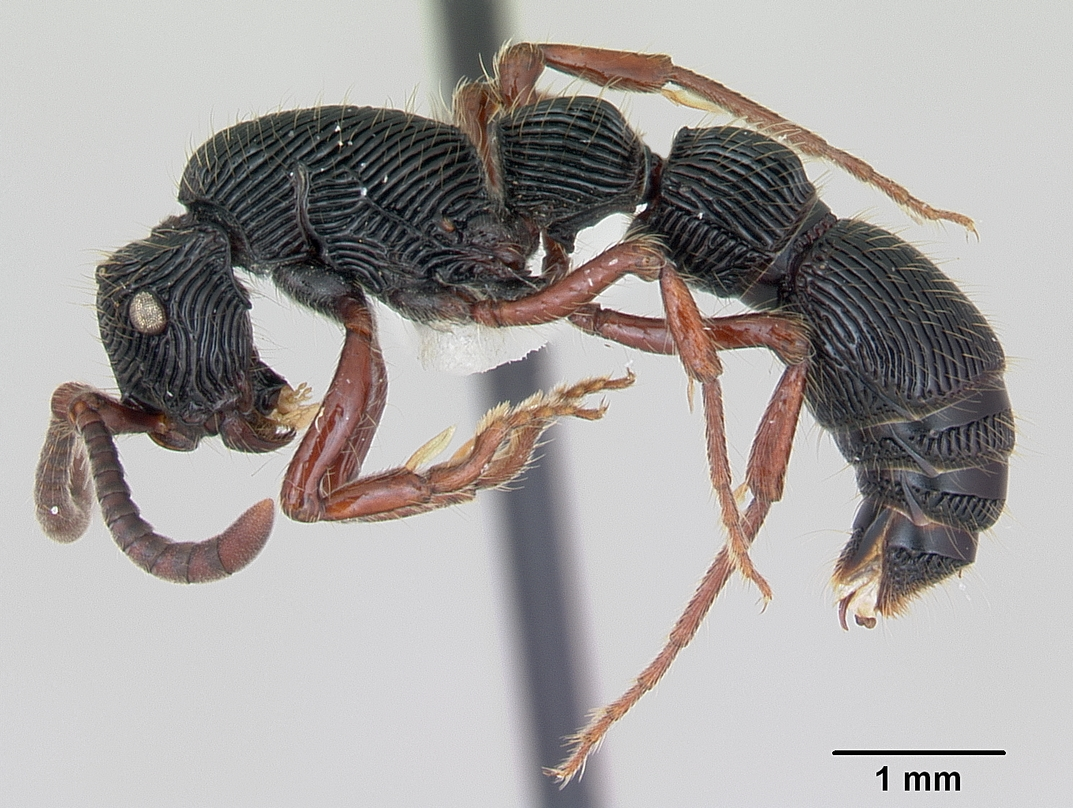
Вид сбоку,

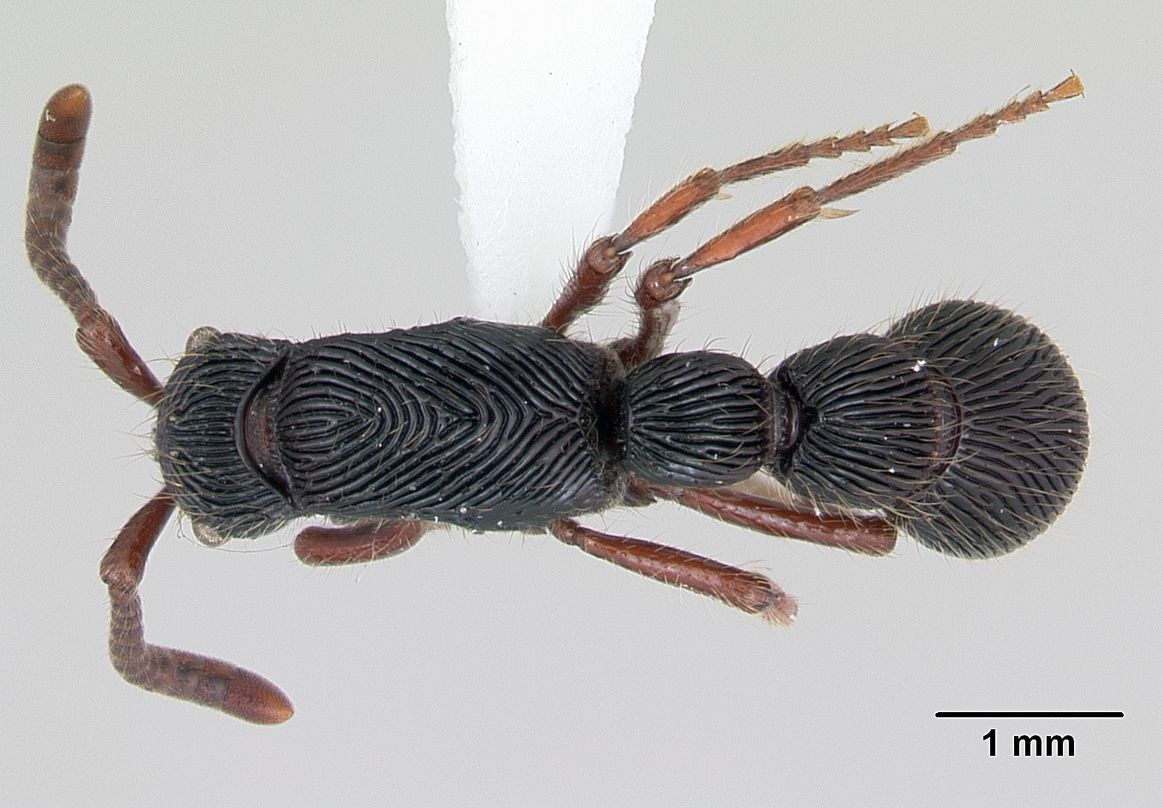
Вид сверху,

Chrysapace (лат.) — род муравьёв из подсемейства Dorylinae. 3 вида, ранее включавшиеся в род Cerapachys.

## Распространение
Юго-Восточная Азия. Также известен пока ещё не описанный ископаемый вид, найденный в эоценовом балтийском янтаре.

## Описание
Мелкие муравьи (6—7 мм) чёрного цвета (ноги и усики светлее), мономорфные, с глубоко бороздчатой скульптурой всего тела и открытыми усиковыми впадинами.
Стебелёк двухчлениковый, но явные перетяжки между следующими абдоминальными сегментами отсутствуют. Проното-мезоплевральный шов развит.
Усики рабочих и самок 12-члениковые (у самцов 13). Оцеллии у рабочих развиты, сложные глаза крупные (более 20 фасеток). Нижнечелюстные щупики рабочих 5-члениковые, нижнегубные щупики состоят из 3 сегментов. Средние и задние голени с двумя гребенчатыми шпорами. Претарзальные коготки с зубцом. Биология неизвестна.

## Систематика
3 вида, ранее включавшиеся в род Cerapachys. Род Chrysapace Crawley, 1924 был впервые описан в 1924 году по типовому виду Chrysapace jacobsoni Crawley, 1924 с острова Суматра (Индонезия).
В дальнейшем Chrysapace рассматривался синонимом рода Cerapachys (Brown, 1975; Bolton 2003).
В 2016 восстановлен в самостоятельном родовом статусе в ходе ревизии всех кочевых муравьёв, проведённой американским мирмекологом Мареком Боровицем (Marek L. Borowiec, Department of Entomology and Nematology, Калифорнийский университет в Дейвисе, Дейвис, штат Калифорния, США).
Chrysapace близок к сестринской группе Cerapachys + Yunodorylus. Первоначально род входил в состав подсемейства Cerapachyinae. В 2014 году было предложено (Brady et al.) включить его и все дориломорфные роды и подсемейства в состав расширенного подсемейства Dorylinae.
- Chrysapace costatus (Bharti and Wachkoo, 2013) — Индия[4]
  - = Cerapachys costatus Bharti & Wachkoo, 2013
- Chrysapace jacobsoni Crawley, 1924 — Индонезия (Суматра)
  - = Cerapachys crawleyi Wheeler, W.M., 1924[5]
- Chrysapace sauteri (Forel, 1913) — Тайвань[6][7]
  - = Cerapachys sauteri Forel, 1913[8]